# Mirmo!!
Mirmo!! (ミルモでポン！?, Mirumo de Pon!) è un manga kodomo scritto e disegnato da Hiromu Shinozuka, pubblicato in Giappone sulla rivista Ciao di Shogakukan dal luglio 2001 al dicembre 2005. In Italia è stato pubblicato da Play Press dal settembre 2005 all'ottobre 2006.
Dal manga è stato tratto un anime di 172 episodi divisi in quattro stagioni, Mirmo!! (わがまま☆フェアリー ミルモでポン！?, Wagamama Fearī Mirumo de Pon!), prodotto da Studio Hibari e Shogakukan Productions e andato in onda in Giappone su TV Tokyo tra l'aprile 2002 e il settembre 2005; in Italia è stato trasmesso dall'agosto 2005 su Italia 1 fino all'episodio 156, proseguendo su Hiro le restanti.
Nel 2003 l'opera ha vinto il Shogakukan Manga Award nella categoria kodomo, mentre l'anno successivo nella medesima categoria ha vinto quello Kōdansha.

## Trama
Mirmo è il principe dei folletti ed è figlio di re Morumo e della regina Saria. A Mirmo viene imposto di sposare Rima (Rilum), follemente innamorata di lui, ma purtroppo non ricambiata. Il giovane folletto, contrario all'imminente matrimonio, si nasconde quindi dalla sua futura sposa. Viene però catapultato sulla Terra e gli viene assegnato il compito di esaudire il desiderio espresso dalla neo-liceale Camilla (Kaede) Minami, ossia fare in modo che il suo compagno Fabrizio (Setsu) Yuki si innamori di lei. All'inizio Mirmo decide di tirarsi indietro, ma vista la capacità di Camilla di cacciarsi nei guai, cambia idea.
Nel corso della storia, le imprese di conquista di Camilla vengono ostacolate dalla rivale, Alessia (Azumi) Hidaka. Sulla Terra arrivano man mano anche Rima, che diviene la folletta di Fabrizio, Yacky (Yashichi), da sempre rivale di Mirmo e ora folletto di Alessia e infine Murmo (Murumo), fratello minore di Mirmo e in seguito accoppiato al ricco Tommy (Kaoru) Matsutake, il quale è perdutamente innamorato di Camilla.
Durante gli eventi che si susseguono, la vita felice sulla Terra viene resa caotica dalla Banda Waroomo, un gruppo formato da cinque folletti da sempre intenti a conquistare il regno di Mirmo. Essi si alleano più volte anche con Yacky, aiutato a sua volta dai due scagnozzi Sanzo e Panzo. Dopo la prima invasione dei cinque folletti, Camilla è costretta perfino a diventare una folletta per rimettere a posto le cose insieme a Mirmo: si reca quindi nel luogo dove vivono i cinque elementi (il fuoco, l'acqua, la terra, il vento e le nuvole), ovvero le cinque divinità del regno di Mirmo per farsi aiutare a risolvere il problema creatosi nel suo mondo.
Giungono in seguito ancora altri folletti, come Ratin e Furetta, i due cugini di Yacky. Furetta decide di restare sulla Terra. Camilla viene inoltre obbligata a frequentare, oltre al liceo, anche la scuola dei folletti, presieduta dal Professor Enma, insegnante di tutto il regno.
Oltre alla Banda Waroomo, compare anche un secondo nemico: Tenebro. Egli è stato sconfitto precedentemente dai cinque elementi e rinchiuso in un cristallo, infatti è ora costretto ad agire usando la sua fedele servitrice Ivol, approfittando del fatto che la giovane folletta si sia presa una cotta per lui. Dopo la sconfitta di Tenebro, avuta grazie a Camilla, Mirmo e i suoi amici, Ivol diventa buona e resta sulla Terra insieme all'umana Cecilia.
Dopo la sconfitta di Tenebro per Mirmo e i suoi amici arriva una nuova avventura, aiutare il polipo robot Tacolo a trovare i 7 cristalli desiderio.

### Differenze tra manga e anime
- Alla fine del manga, Mirmo e Rima si sposano sul serio, cosa che invece non accade nell'anime. Infatti quando Mirmo vede Rima con l'abito da sposa cambia subito idea riguardo al loro matrimonio. Tuttavia dopo le nozze decide di rimanere ancora un po' sulla Terra.
- Molti personaggi ed eventi sono stati aggiunti nell'anime e sono assenti nel manga. Per questo motivo, molti dei personaggi che in Italia sono stati introdotti nel manga prima che nell'anime hanno mantenuto i loro nomi giapponesi nell'edizione italiana nel manga (come Junichi Sumita, in seguito ribattezzato Samuele nel doppiaggio italiano dell'anime). Alcuni personaggi esclusivi dell'anime comunque vengono menzionati in un modo o nell'altro (molti di essi vengono citati nelle colonne a lato di alcune pagine dove l'autrice commenta i sondaggi sulla popolarità dei personaggi che comprendono anche quelli esclusivi dell'anime, addirittura i Cinque Elementi - qua chiamati "Dei dei folletti" - appaiono nel finale come invitati al matrimonio di Mirmo e Rima).
- Nell'anime Camilla ottiene la tazza da cui esce Mirmo dal negozio di Mimomo, mentre nel manga la riceve come regalo dalla madre. Nel manga inoltre la tazza è rosa invece che blu.
- Sia nel manga che nell'anime gli umani possono trasformarsi in folletti, ma se nell'anime la cosa avviene tramite un normale incantesimo e una volta diventati folletti mantengono le loro regolari proporzioni e gli spuntano le ali nel manga invece la trasformazione richiede l'uso di una polvere magica e rende identici a Mirmo e agli altri folletti nelle proporzioni del corpo.
- Nell'anime Tenebro è un demone gigante con fattezze umanoidi, mentre nel manga è un folletto come Mirmo. La sua storia è inoltre diversa, essendo confinato non in un cristallo ma in un peluche a forma di anatroccolo tramite il quale soggioga la mente di un umano, Ryo.
- Nell'anime la cravatta/il fiocco dell'uniforme scolastica di Camilla e compagni è rosso/a a tinta unita, mentre nel manga ha un motivo scozzese.
- Il manga contiene molte gag ricorrenti che nell'anime non ci sono, come la propensione di Mirmo a vestirsi da donna o il forte desiderio di Murmo di diventare il protagonista della serie.

## Personaggi

Personaggi della serie

Mirmo (ミルモ?, Mirumo)
Doppiato da: Etsuko Kozakura (ed. giapponese), Renata Bertolas (ed. italiana)
Protagonista folletto della storia, è allegro e vivace. Ama il cioccolato e come strumento magico usa delle maracas. È il folletto di Camilla. Spesso si dimostra strafottente e indolente, ma i ringraziamenti lo imbarazzano perché sotto sotto è generoso e disinteressato.
Camilla Minami (南 楓?, Minami Kaede)
Doppiata da: Mai Nakahara (ed. giapponese), Debora Magnaghi (ed. italiana)
Protagonista umana della storia, è una ragazza semplice e socievole. È la padroncina di Mirmo ed è innamorata persa di Fabrizio, un suo compagno di classe.
Rima (リルム?, Rirumu, Rilum)
Doppiata da: Mayuko Omimura (ed. giapponese), Daniela Fava (ed. italiana)
Folletta, futura sposa innamorata di Mirmo, è molto pasticciona e irritabile. Ama i bignè e come strumento magico usa un tamburello. È la folletta di Fabrizio.
Fabrizio Yuki (結木 摂?, Yūki Setsu)
Doppiato da: Yukitoshi Tokumoto (st. 1-3) / Daisuke Namikawa (st. 4) (ed. giapponese), Simone D'Andrea (ed. italiana)
Ragazzo tranquillo e intelligente, ama leggere e odia il rumore. È il padroncino di Rima. Anche lui si scopre essere innamorato di Camilla; di lui è innamorata anche Alessia, che però non è ricambiata.
Yacky (ヤシチ?, Yashichi, Yashichi)
Doppiato da: Yukiji (ed. giapponese), Patrizia Scianca (ed. italiana)
Folletto ninja, acerrimo rivale di Mirmo ma in fondo suo amico. È permaloso e impacciato e si fa aiutare dai suoi amici Sanzo e Panzo. Ama i biscottini fritti e ripieni e come strumento magico usa un triangolo. È il folletto di Alessia, con cui battibecca sempre ma in realtà molto legato a lei.
Alessia Hidaka (日高 安純?, Hidaka Azumi)
Doppiata da: Hitomi (ed. giapponese), Dania Cericola (ed. italiana)
Ragazza innamorata persa di Fabrizio e quindi rivale di Camilla, è molto irascibile e violenta. Sfrutta il suo folletto Yacky per le faccende domestiche e a volte lo tratta male, ma gli vuole bene.
Murmo (ムルモ?, Murumo)
Doppiato da: Rie Kugimiya (ed. giapponese), Federica Valenti (ed. italiana)
Folletto dispettoso, fratellino di Mirmo. È quasi sempre in competizione con il fratello maggiore e utilizza la sua capacità di suscitare tenerezza per ottenere ciò vuole. Ha due antenne sul cappello in grado di far partire scosse elettriche. Ama i marshmallow e come strumento magico usa un tamburo. È il folletto di Tommy, ma solo col tempo diventano uniti.
Tommy Matsutake (松竹 香?, Matsutake Kaoru)
Doppiato da: Sōichirō Hoshi (ed. giapponese), Davide Garbolino (ed. italiana)
Ragazzo vivace e allegro, circondato da innumerevoli ammiratrici ma soltanto innamorato di Camilla. La sua famiglia è ricca e potente. Con l'aiuto del suo folletto Murmo, cerca di conquistare Camilla, che però non lo ricambia seppure gli sia amica.

## Manga
Il manga è stato pubblicato sulla rivista Ciao dal luglio 2001 al dicembre 2005 e successivamente è stato serializzato in 12 tankōbon per conto della Shogakukan, pubblicati tra il febbraio 2002 e il marzo 2006. Nel 2003 l'opera ha vinto il Shogakukan Manga Award nella categoria kodomo, e nel 2004 il Kodansha Manga Award nella stessa categoria.
In Italia è stato pubblicato da Play Press dal settembre 2005 all'ottobre 2006. Nella versione italiana sono stati mantenuti gli stessi nomi usati nella serie animata.

### Volumi
| Nº | Data di prima pubblicazione | Data di prima pubblicazione | Data di prima pubblicazione |
| Nº | Giapponese                  | Giapponese                  | Italiano                    |
| -- | --------------------------- | --------------------------- | --------------------------- |
| 1  | 26 febbraio 2002            | ISBN 4-09-135013-5          | 6 settembre 2005            |
| 2  | 26 giugno 2002              | ISBN 4-09-135014-3          | 9 ottobre 2005              |
| 3  | 26 settembre 2002           | ISBN 4-09-135015-1          | 7 novembre 2005             |
| 4  | 26 febbraio 2003            | ISBN 4-09-135016-X          | 15 dicembre 2005            |
| 5  | 26 luglio 2003              | ISBN 4-09-135017-8          | 13 gennaio 2006             |
| 6  | 19 dicembre 2003            | ISBN 4-09-135018-6          | 3 febbraio 2006             |
| 7  | 27 aprile 2004              | ISBN 4-09-135019-4          | 14 marzo 2006               |
| 8  | 1º ottobre 2004             | ISBN 4-09-135020-8          | 9 aprile 2006               |
| 9  | 1º febbraio 2005            | ISBN 4-09-130090-1          | 10 maggio 2006              |
| 10 | 30 giugno 2005              | ISBN 4-09-130158-4          | 13 giugno 2006              |
| 11 | 30 settembre 2005           | ISBN 4-09-130257-2          | 31 agosto 2006              |
| 12 | 31 marzo 2006               | ISBN 4-09-130398-6          | 10 ottobre 2006             |

## Anime
L'anime, prodotto dallo Studio Hibari e Shogakukan Productions, è composto complessivamente da 172 episodi, andati in onda su TV Tokyo dal 6 aprile 2002 al 27 settembre 2005; la prima stagione è composta da 78 episodi, la seconda col sottotitolo Golden (ごおるでん?) da 24 episodi, la terza col sottotitolo Wonderful (わんだほう?) da 48 episodi e la quarta col sottotitolo Charming (ちゃあみんぐ?) da 22 episodi.
In Italia è stato acquistato da Mediaset e trasmesso sull'emittente televisiva Italia 1 dal 29 agosto 2005 al 6 ottobre 2006 (fino all'episodio 156). Dal 1º marzo 2010 è andato in replica su Hiro, trasmettendo anche i restanti episodi 157-172 dal 21 luglio al 5 agosto 2010. Il doppiaggio italiano è stato effettuato dallo Studio P.V. (fino alla seconda stagione) sotto la direzione di Aldo Stella e Pino Pirovano. Dalla terza stagione se ne cura la Logos che prima si occupava solo della sonorizzazione.

### Sigle
Sigla di apertura
- Pretty Cake Magic (プリティ・ケーキ・マジック?), di Kaede+Cheek Fairy (Mai Nakahara e Etsuko Kozakura) (ep. 1-28)
- Kechirase! (けちらせ！?), di Becky (ep. 29-52)
- Happy Lucky ~Onegai Mirumo~ (ハッピー・ラッキー ～お願いミルモ～?), di Kaede-chan (Mai Nakahara) (ep. 53-78)
- Fun! Fun! ★Fantasy (Ｆｕｎ！Ｆｕｎ！★ふぁんたじー?), di Yūka Nanri (ep. 79-102)
- LoveYou-LoveYou (らびゅらびゅ?), dei Parquets (ep. 103-126)
- Ashita ni naare (あしたになあれ?), dei Parquets (ep. 127-150)
- Sugar Sugar (シュガー・シュガー?), dei Parquets (ep. 151-172)

Sigla di chiusura
- Mirumo no waltz (ミルモのワルツ?), di Kaede (ep. 1-28)
- Sarara (さらら?), di Becky (ep. 29-52)
- Asunaro no uta (あすなろの唄?), di Kaoru Kondo (ep. 53-65)
- PRECIOUS MOMENT, di Kaede & Mirumo (ep. 66, 70, 76, 78)
- Taisetsuna tomodachi (大切なともだち?), di Yūki & Rilum (Yasutoshi Tokumoto e Mayuko Omimura) (ep. 67, 71, 74)
- "Gomennasai" wa mahō no kotoba! (『ゴメンなさい』は魔法の言葉！?), di Azumi & Yashichi (Hitomi e Yukiji) (ep. 68, 72, 75)
- Special Smile! (スペシャ～ル スマイルッ！?), di Matsutake & Murumo (Sōichirō Hoshi e Rie Kugimiya) (ep. 69, 73, 77)
- Odoru mahō no osouzai byo~n (踊る魔法のおそうざいビョ～ン?), di Papa Mucho to Muchachita, Mirumo, Rilum, Yashichi e Murumo (ep. 79-101)
- Pretty Cake Magic (プリティ・ケーキ・マジック?), di Kaede+Cheek Fairy (ep. 102)
- Boku no tonari (僕のトナリ?), di Sana (ep. 103-126)
- Brownie, di Sana (ep. 127-149)
- LoveYou-LoveYou (らびゅらびゅ?), dei Parquets (ep. 150)
- Cherry Girl (チェリ・ガール?), di Sana (ep. 151-172)

Sigla di apertura e di chiusura italiana
La sigla italiana Mirmo, scritta da Alessandra Valeri Manera con la musica di Max Longhi e Giorgio Vanni ed interpretata da Cristina D'Avena, presenta un arrangiamento completamente diverso dalle originali. La cantante ha inoltre pubblicato un intero monografico dedicato ai personaggi del cartone, Mirmo!!.
Per quanto riguarda le videosigle ce ne sono 2: la prima (che copre gli episodi 1-156 e gli episodi trasmessi in replica su Italia 1) è un mix di immagini tra la prima opening e frame dei primi episodi, mentre in chiusura viene diviso lo schermo in due dove da una parte passano i titoli di coda internazionali e italiani, dall'altra viene messo il video della sigla d'apertura. Dall'episodio 157 della quarta stagione viene utilizzata una nuova versione della sigla di apertura per la prima TV su Hiro (liberamente ispirata alla sesta opening giapponese) e viene aumentato il minutaggio della sigla da 1:10 a 1:30. Per la sigla di chiusura vengono utilizzate sempre le immagini di apertura, ma a schermo intero, con titoli di coda a comparsa contornati di rosa sia italiani sia internazionali. Dopo la sigla di chiusura vengono posizionate le anticipazioni dell'episodio successivo doppiate in italiano dalla doppiatrice di Mirmo Renata Bertolas.